# Кочкино (Ивановская область)
Ко́чкино — деревня в составе Сакулинского сельского поселения Палехского района Ивановской области.

## География
Деревня находится на юго-востоке Палехского района, в 18,7 км к юго-востоку от Палеха, (27,4 км по автодорогам). В районе деревни находятся торфоразработки.

## Население
| 1859 | 1905 | 2010 |
| ---- | ---- | ---- |
| 138  | ↗143 | ↘1   |

## Археология
В окрестностях деревни Кочкино были открыты памятники археологии: Кочкинский грунтовый могильник, Кочкинский грунтовый могильник ("Ключ") 